# Дагестанский Теологический институт
Частное образовательное учреждение высшего образования «Дагестанский теологический институт имени Саида Афанди» — высшее профессиональное духовное учебное заведение в Дагестане, осуществляющее подготовку специалистов в области исламской теологии. Находится в селе Чиркей Буйнакского района Дагестана. Наравне с Дагестанским гуманитарным институтом и Духовно-гуманитарным институтом им. С. Даитова играет роль в системе профессионального религиозного образования в республике.

## История
Институт создан в 2003 году и носит название в честь дагестанского исламского богослова Саида-афанди Чиркейского. В начале 2015 года в СМИ появлялись слухи о лишении ВУЗа аккредитации. С 2021 года ДТИ принимает участие в Школе юного теолога в Дагестане.

## Структура
В институте находится три кафедры:
1. Кафедра теологии
2. Кафедра гуманитарных дисциплин
3. Кафедра информатики и естественно-научных дисциплин.

В ДТИ реализуется одна образовательная программа по направлению теология.